# Les Enfants du ciel (roman)
Pour les articles homonymes, voir Les Enfants du ciel.
Les Enfants du ciel est un roman de science-fiction écrit par Vernor Vinge. Il expose la suite du roman Un feu sur l'abîme (1993).

## Parutions
Le roman est paru en 2011 aux États-Unis sous le titre The Children of the Sky.
Il a été publié en France, avec une traduction de Patrick Dusoulier, aux éditions Robert Laffont, dans la collection Ailleurs et Demain no 233, le 22 novembre 2012  (ISBN 978-2-221-13210-4).